# Elezioni presidenziali in Corea del Sud del 2012
Le elezioni presidenziali in Corea del Sud del 2012 si tennero il 19 dicembre.

## Risultati
| Candidati     | Partiti                   | Voti       | %     |
| ------------- | ------------------------- | ---------- | ----- |
| Park Geun-hye | Partito Saenuri           | 15 773 128 | 51,56 |
| Moon Jae-in   | Partito Democratico Unito | 14 692 632 | 48,02 |
| Kang Ji-won   | Indipendente              | 53 303     | 0,17  |
| Kim Soon-ja   | Indipendente              | 46 017     | 0,15  |
| Kim So-yeon   | Indipendente              | 16 687     | 0,05  |
| Park Jong-sun | Indipendente              | 12 854     | 0,04  |
| Totale        | Totale                    | 30 594 621 | 100   |